# Jakub Seidler
Jakub Seidler (* 3. září 1983 Bílovec) je český ekonom, od prosince 2024 člen bankovní rady České národní banky. V letech 2014 až 2021 působil jako hlavní ekonom ING Bank pro ČR, v letech 2021 až 2024 pak jako hlavní ekonom České bankovní asociace.

## Život
Vystudoval matematickou část Gymnázia Mikuláše Koperníka v Bílovci a následně pak ekonomii na Institutu ekonomických studií Univerzity Karlovy v Praze (promoval v roce 2008). Na témže institutu získal později také titul Ph.D. V průběhu studií strávil semestr na Humboldtově univerzitě v Berlíně.

## Pracovní kariéra
Svou kariéru odstartoval v letech 2008 až 2014 v České národní bance, kde v průběhu šesti let pracoval na různých odborných pozicích v oddělení finanční stability, výzkumu a v sekci měnové. Později byl jako vedoucí referátu makroobezřetnostní politiky zodpovědný zejména za provádění zátěžových testů bankovního sektoru a analýzy v oblasti finanční stability. Během působení v centrální bance absolvoval řadu kurzů zaměřených na ekonometrii, finanční stabilitu a měnovou politiku v mezinárodních institucích, jako je Mezinárodní měnový fond, Evropská centrální banka či Bank of England.
V letech 2014 až 2021 působil jako hlavní ekonom ING Bank pro ČR, kde se zabýval makroekonomickými analýzami a prognózami pro českou ekonomiku, vývojem na finančních trzích a výhledy na měnovou a fiskální politiku. V roce 2018 jej Vláda ČR jmenovala členem Výboru pro rozpočtové prognózy, posuzujícího věrohodnost makroekonomických prognóz Ministerstva financí ČR.
V letech 2021 až 2024 působil jako hlavní ekonom České bankovní asociace, kde zastřešoval odborné ekonomické a finanční analýzy či tvorbu pravidelné makroekonomické predikce. Postupně se stal často citovaným odborníkem v tuzemských médiích, který pravidelně komentoval vývoj tuzemské ekonomiky, měnové politiky, úvěrového trhu či úrokových sazeb.
V září 2024 prezident republiky Petr Pavel uvedl, že ho hodlá jmenovat členem bankovní rady České národní banky, což také dne 30. října 2024 učinil. Jmenoval ho na šestileté funkční období, a to s účinností od 1. prosince 2024.